# La Vieja
La Vieja je rijeka u Kolumbiji, desna pritoka rijeke Cauce. Pripada porječju rijeke Magdalene.

## Vanjske poveznice
|  | Zajednički poslužitelj ima još gradiva o temi La Vieja |